# Драговић (Пакрац)
Драговић је насељено место у саставу града Пакраца, у западној Славонији, Република Хрватска.

## Географија
Драговић се налази источно од Пакраца, на цести према Пожеги. Близу села Драговића налази се средњовјековна тврђава Чакловац.

## Становништво
На попису становништва 2011. године, Драговић је имао 64 становника.

## Попис 1991.
На попису становништва 1991. године, насељено место Драговић је имало 284 становника, следећег националног састава:
| Попис 1991.‍  | Попис 1991.‍  | Попис 1991.‍ | Попис 1991.‍ | Попис 1991.‍ |
| ------------ | ------------ | ----------- | ----------- | ----------- |
|              |              |             |             |             |
| Срби         | Срби         |             | 257         | 90,49%      |
| Југословени  | Југословени  |             | 8           | 2,81%       |
| Хрвати       | Хрвати       |             | 7           | 2,46%       |
| Мађари       | Мађари       |             | 1           | 0,35%       |
| неопредељени | неопредељени |             | 1           | 0,35%       |
| непознато    | непознато    |             | 10          | 3,52%       |
| укупно: 284  |              |             |             |             |